# Thygater chaetaspis
Thygater chaetaspis là một loài Hymenoptera trong họ Apidae. Loài này được Moure mô tả khoa học năm 1941.